# Parc des sports de Marville
O Parc départemental des sports de Marville, comumente chamado de Parc des sports de Marville ou apenas Parc de Marville, é um complexo público de esportes e lazer que se estende pelos municípios de La Courneuve e Saint-Denis, na França. As atividades oferecidas incluem vários códigos de futebol, vôlei de praia, atletismo, tiro com arco, tiro esportivo e natação.
Costumava ser conhecido como "parc interdépartemental", uma classe de parques esportivos comunitários na área da Grande Paris que são co-administrados pela cidade de Paris propriamente dita e um departamento vizinho. Desde 2019, o departamento de Seine-Saint-Denis administra o parque por conta própria, e foi renomeado como "parc départemental".

## Ligação externa
- Página oficial